# My Generation (Limp Bizkit)
My Generation è un singolo del gruppo musicale statunitense Limp Bizkit, pubblicato nel 2000 come secondo estratto dal terzo album in studio Chocolate Starfish and the Hot Dog Flavored Water. Ha raggiunto la posizione numero 18 della Alternative Airplay stilata da Billboard.

## Descrizione
La canzone è un elogio esplicito della "generazione nu metal", e contiene riferimenti al brano omonimo dei The Who e Welcome to the Jungle dei Guns N' Roses".

## Accoglienza
Nel 2022 le riviste Kerrang! e Metal Hammer hanno inserito My Generation nella lista delle dieci migliori canzoni dei Limp Bizkit, rispettivamente in seconda e terza posizione.

## Video musicale
Il video mostra il gruppo esibirsi dal vivo su uno stage in plexiglas, e in altre scene si vedono i loro fans in delirio. A metà della canzone, ognuno dei componenti è mostrato singolarmente e in dissolvenza. Poiché nella canzone sono ripetute varie volgarità (tra cui la parola "fuck"), il video è stato censurato più volte.

## Tracce
CD – parte 1
1. My Generation (radio edit)
2. Back O Da Bus
3. My Generation (music video)

CD – parte 2
1. My Generation (album version)
2. It's Like That Y'all (featuring Run DMC)
3. Snake In Your Face

## Formazione
- Fred Durst - voce
- Wes Borland - chitarra
- Sam Rivers - basso
- John Otto - batteria
- DJ Lethal - giradischi